# Barbatovac
Barbatovac (Servisch cyrillisch: Барбатовац) is een plaats in de Servische gemeente Blace. De plaats telt 356 inwoners (2002).